# Список пам'ятників воїнам Другої світової війни в Північній Македонії
Список пам'ятників і меморіалів Другої світової війни в Північній Македонії представляє пам'ятники і меморіали, побудовані на території сучасної Північної Македонії за часів комуністичної Югославії.

## Історія
Комуністична влада Югославії встановила кілька меморіальних об'єктів у період між 1945 і 1960 роками, хоча поширене будівництво почалося після заснування Руху неприєднання.
Президент Югославії Йосип Броз Тіто замовив декілька меморіалів і пам'ятників у 1960-х і 70-х роках, присвячених битвам Другої світової війни і в місцях концентраційних таборів. Вони були розроблені знатними скульпторами, серед яких Душан Джамоня, Воїн Бакич, Міодраг Живкович, Йордан і Іскра Грабуловски, і архітектори, в тому числі Богдан Богданович, Градимір Медакович. Після смерті Тіто було побудовано ще декілька пам'яток, а самі пам'ятники були популярними об'єктами для відвідування у 1980-х роках як патріотичні місця, але після Югославських воєн і розпаду Югославії вони були покинуті і втратили своє значення.
У списку розміщені пам'ятники і меморіали, побудовані між 1945 і 1991 роками, і не включає бюсти та статуї.
| Зображення | Назва                                                   | Розташування                      | Примітки |
| ---------- | ------------------------------------------------------- | --------------------------------- | --- |
|            | «Македоніум»                                            | Крушево (Північна Македонія)      | Спроектований Йорданом та Іскрою Грабуловськими, збудований у 1974 році. Присвячений загиблим у Іллінденському повстанні та Народно-визвольній боротьбі. |
|            | Мавзолей загиблим бійцям та жертвам фашизму             | Кавадарці                         | |
|            | Мавзолей загиблим бійцям та жертвам фашизму             | Кичево                            | Спроектований Йорданом Грабуловски, збудований у 1963.                                                                                                   |
|            | Могила непереможених                                    | Прилеп                            | Спроектований Богданом Богдановичем, збудований у 1961.                                                                                                  |
|            | Монумент загиблим бійцям                                | Біля Бєлчішти, община Дебарця     | Спроектований Йорданом Грабуловски, збудований у 1958.                                                                                                   |
|            | Монумент свободи                                        | Гевгелія                          | Спроектований Йорданом Грабуловски, збудований у 1969.                                                                                                   |
|            | Монумент визволителям Скоп'є                            | Скоп'є                            | Спроектований Іваном Мирковичем; збудований у 1955. |
|            | Монумент Народно-визвольній боротьбі                    | Скоп'є                            | Спроектований Йорданом Грабуловски; збудований у 1965.                                                                                                   |
|            | Меморіальний комплекс «Солдатам, загиблим за Революцію» | Штип                              | Спроектований Богданом Богдановичем, збудований з 1969 по 1974. Місце спочинку 814 югославських партизан.                                                |
|            | Монумент загиблим бійцям                                | Скоп'є                            | |
|            | Меморіал-склеп                                          | Біля Куманово                     | Спроектований Сретеном Стояновичем та Костою Зордумісом, збудований у 1957.                                                                              |
|            | Монумент Революції                                      | Центр Куманово                    | Спроектований Костою Ангелі Радовані, збудований у 1962.                                                                                                 |
|            | Монумент Революції                                      | Струмиця                          | |
|            | Монумент Революції                                      | Бітола                            | |
|            | Монумент загиблим бійцям                                | Струга                            | Спроектований Воїславом Василевичем. |
|            | Монумент загиблим бійцям                                | Делчево                           | |
|            | Монумент загиблим бійцям                                | Бєлчішта                          | |
|            | Монумент свободі                                        | Кочани                            | Спроектований Глігором Чемерски, збудований у 1977. Присвячений загиблим бійцям з Кочанів та сусідніх сел.                                               |
|            | Монумент загиблим бійцям                                | Дебар                             | |
|            | Монумент загиблим бійцям                                | Железнец, община Демир-Хисар      | |
|            | Монумент загиблим бійцям                                | Зубовце, община Врапчиште         | |
|            | Монумент жертвам фашизму                                | Рус'яці, община Македонський Брод | Присвячений бійцям Першої Македонсько-Косовської ударної бригади, яка була знищена солдатами болгарської армії у листопаді 1943.                         |
|            | Монумент загиблим бійцям                                | Подмочани, община Ресен           | Збудований у 1975. |
|            | Монумент загиблим бійцям                                | Мордич, община Струга             | Збудований у 1977. |
|            | Монумент жінкам-бійцям народно-визвольної війни         | Тетово                            | Спроектований Боркою Аврамовою, збудований у 1961. Присвячений усім жінкам, що воювали у народно-визвольній війні 1941—1945.                             |
|            | Монумент загиблим бійцям                                | Брвениця                          | |
|            | Монумент загиблим бійцям                                | Радіовце, община Брвениця         | |
|            | Монумент загиблим бійцям                                | Стенче, община Брвениця           | Збудований у 1980. |
|            | Монумент депортованим євреям                            | Штип                              | Присвячений 561 єврею Штипу, які були депортовані у Треблінку в березні 1943.                                                                            |
|            | Партизанське кладовище                                  | Крушево                           | |
|            | Партизанське кладовище                                  | Охрид                             | |
|            | Меморіал Президії АЗНВМ                                 | Скоп'є                            | Спроектований Слободаном Мілошевски, збудований у 2012.                                                                                                  |